# Brasilianskt pepparträd
Brasilianskt pepparträd (Schinus terebinthifolius) är en art av fröväxter i familjen sumakväxter, som hör hemma i subtropiska och tropiska Sydamerika (sydöstra Brasilien, norra Argentina och Paraguay). Det sammanblandas lätt med det peruanska pepparträdet (Schinus molle) därför att både bär och blad liknar varandra, och för att de lätt naturaliserar sig i andra länder och till och med kontinenter än de ursprungliga. Men ekologiskt intar de helt åtskilda nischer, därigenom att det peruanska pepparträdet är mycket framgångsrikt på torra marker medan det brasilianska pepparträdet är framgångsrikt på våta marker.

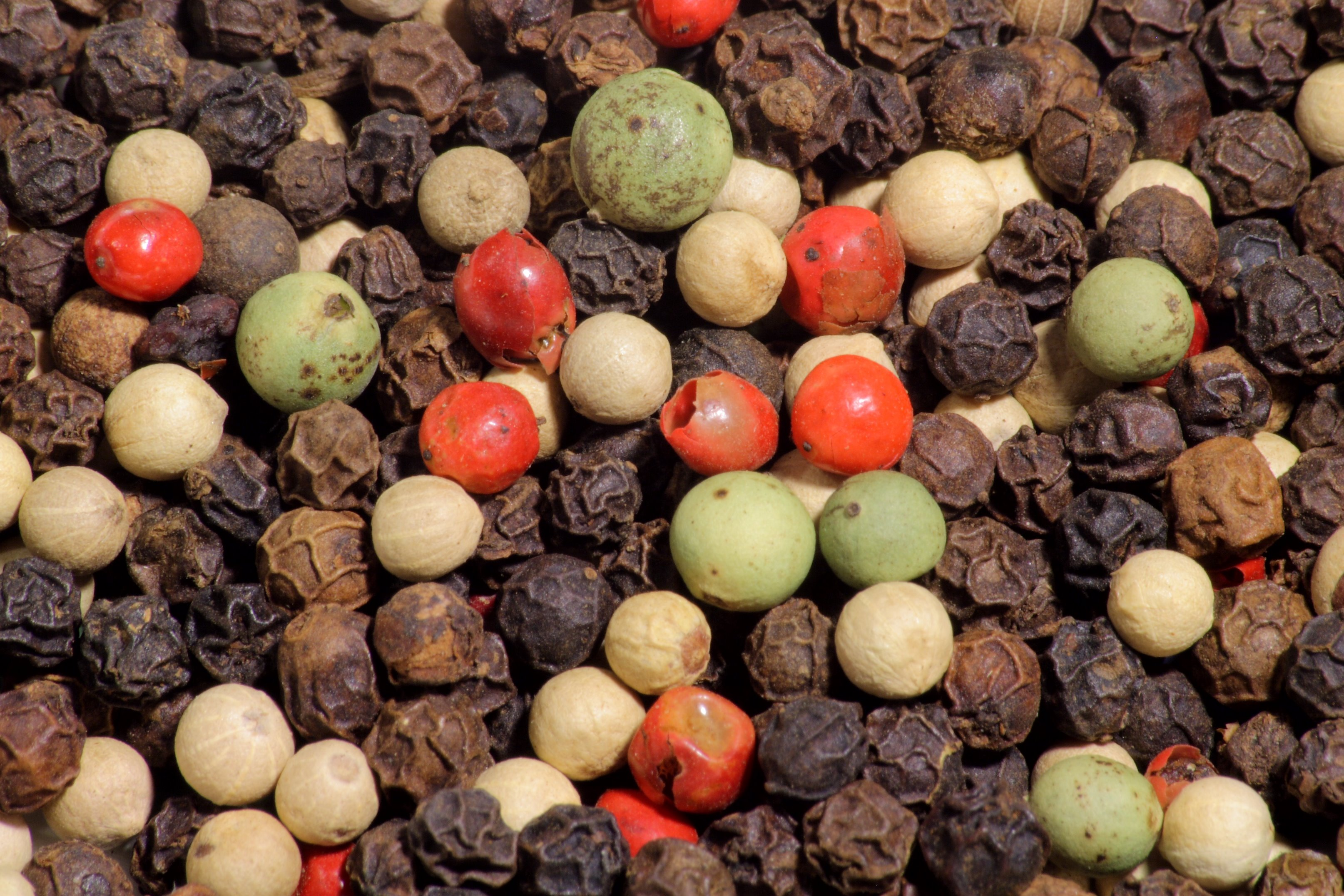
Den torkade frukten från trädet (de rosa kornen) säljs i kryddblandningen "Pepparmix" tillsammans med torkade frukter från pepparplantan (Piper nigrum) eller så säljs den enskilt som Rosépeppar

## Matlagning
Den torkade frukten från brasiliansktpepparträd samt från dess nära släkting peruanskt pepparträd säljs under namnet rosépeppar och brukar ibland ingå i kryddblandningar kallade "Pepparmix".